# Marinarkeologiska sällskapet
Marinarkeologiska sällskapet (MAS) grundades 1978 och är ett nätverk för alla med intresse för maritimt inriktad arkeologi och historia samt undervattensarkeologi. Bland medlemmarna finns bland annat sportdykare, marinarkeologer och allmänt intresserade. Målet för sällskapet är att verka för samarbete mellan olika grupper och institutioner samt verka för en ökad insikt om behovet av forskning och utbildning i dessa ämnen.
MAS ger ut MT – marinarkeologisk tidskrift med fyra nummer per år. Tidskriften är den enda i sitt slag i Sverige. Sällskapet driver också marinarkeologiska projekt där medlemmarna kan delta på olika sätt. MAS anordnar även utfärder till bland annat dyk- och snorkelplatser samt till andra marinarkeologiskt intressanta ställen. MAS anordnar seminarier och konferenser. Den årliga konferensen äger rum i Stockholm vartannat år och i någon annan stad vartannat år.